# Contulma tica
Contulma tica är en nattsländeart som beskrevs av Ralph W. Holzenthal och Oliver S. Flint Jr. 1995. Contulma tica ingår i släktet Contulma och familjen Anomalopsychidae. Inga underarter finns listade i Catalogue of Life.